# Trophée Nancy Lieberman
Le Nancy Lieberman Award ou Trophée Nancy Lieberman, nommée ainsi en l'honneur de la joueuse de basket-ball féminin Nancy Lieberman, est un prix annuel décerné par le Rotary Club de Détroit à la meilleure meneuse de jeu de la première division féminine de NCAA. Sue Bird a été la première joueuse honorée en l'an 2000.
Le trophée est décerné à la meneuse exprimant le mieux des qualités de leadership, de direction du jeu, et de maniement de balle personnifiant le mieux l'exemple de Nancy Lieberman . La sélection est effectuée par des journalistes sportifs américains et la gagnante est désignée au moment de la Finale à 4 de la NCAA, alors qu'une cérémonie de remise de la distinction est organisée ultérieurement au Detroit Athletic Club.

## Vainqueures

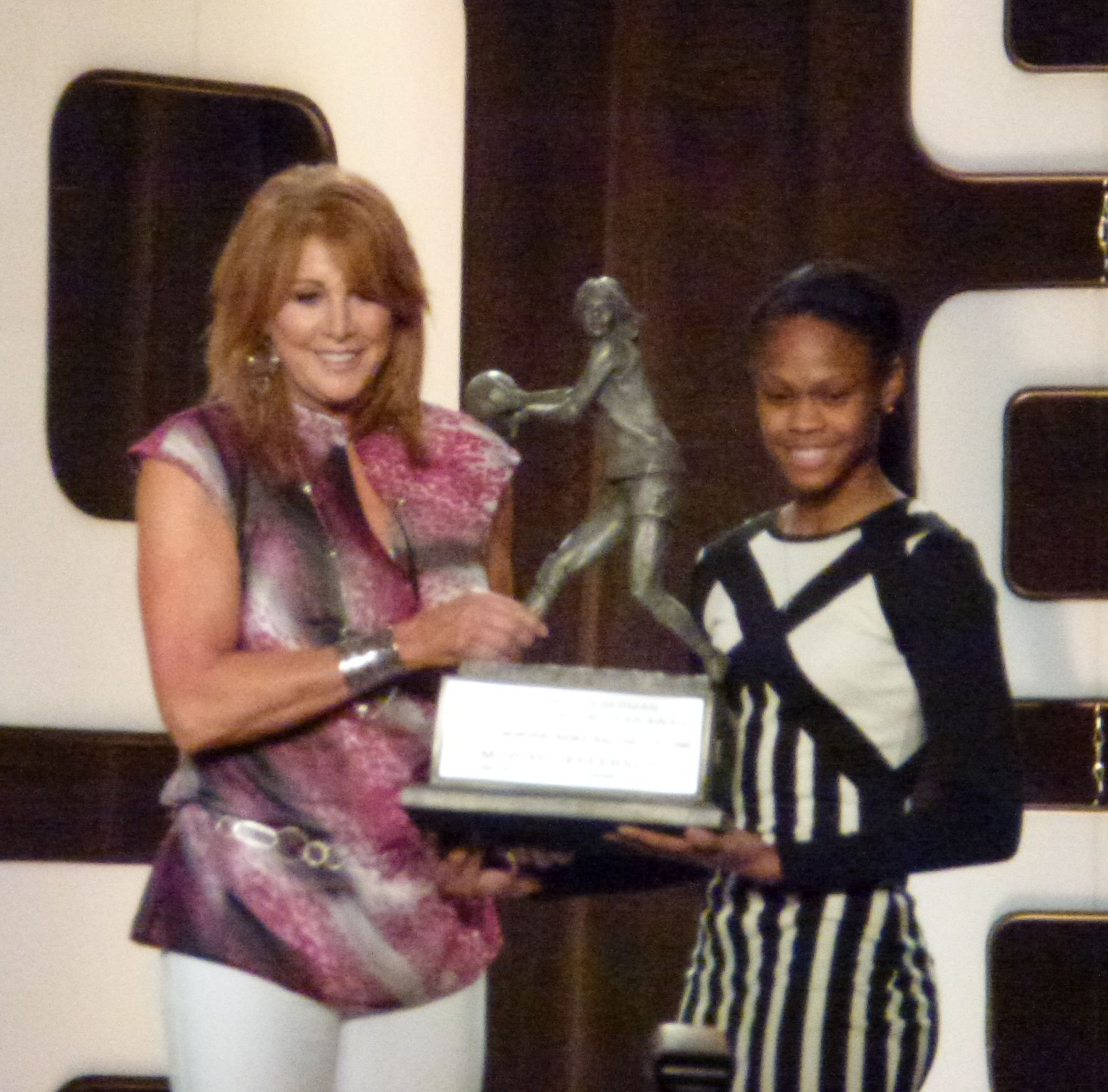
Remise du trophée 2015 à Moriah Jefferson par Nancy Lieberman.

| Saison    | Joueuse              | Université     | Année             |
| --------- | -------------------- | -------------- | ----------------- |
| 1999-2000 | Sue Bird             | UConn          | Sophomore         |
| 2000-2001 | Sue Bird (2)         | UConn          | Junior            |
| 2001-2002 | Sue Bird* (3)        | UConn          | Senior            |
| 2002-2003 | Diana Taurasi*       | UConn          | Junior            |
| 2003-2004 | Diana Taurasi* (2)   | UConn          | Senior            |
| 2004–2005 | Temeka Johnson       | LSU            | Senior            |
| 2005–2006 | Ivory Latta          | North Carolina | Senior            |
| 2006–2007 | Lindsey Harding*     | Duke           | Senior            |
| 2007–2008 | Kristi Toliver       | Maryland       | Junior            |
| 2008-2009 | Renee Montgomery     | UConn          | Senior            |
| 2009-2010 | Andrea Riley         | Oklahoma State | Senior            |
| 2010–2011 | Courtney Vandersloot | Gonzaga        | Senior            |
| 2011–2012 | Skylar Diggins       | Notre Dame     | Junior            |
| 2012–2013 | Skylar Diggins (2)   | Notre Dame     | Senior            |
| 2013–2014 | Odyssey Sims*        | Baylor         | Senior            |
| 2014–2015 | Moriah Jefferson     | UConn          | Junior            |
| 2015–2016 | Moriah Jefferson (2) | UConn          | Senior            |
| 2016–2017 | Kelsey Plum*         | Washington     | Senior            |
| 2017–2018 | Sabrina Ionescu      | Oregon         | Sophomore         |
| 2018–2019 | Sabrina Ionescu* (2) | Oregon         | Junior            |
| 2019–2020 | Sabrina Ionescu* (3) | Oregon         | Senior            |
| 2020–2021 | Paige Bueckers*      | UConn          | Freshman          |
| 2021–2022 | Caitlin Clark        | Iowa           | Sophomore         |
| 2022–2023 | Caitlin Clark* (2)   | Iowa           | Junior            |
| 2023–2024 | Caitlin Clark* (3)   | Iowa           | Senior            |
| 2024–2025 | Paige Bueckers* (2)  | UConn          | Senior (5e année) |

| *           | Joueuse récompensée du Naismith College Player of the Year, du Wade Trophy ou du John R. Wooden Award |
| Joueuse (X) | Nombre de récompenses par le Nancy Lieberman Award                                                    |

## Vainqueurs par Université
| Université     | Nombre de fois | Années                                                     |
| -------------- | -------------- | ---------------------------------------------------------- |
| UConn          | 10             | 2000, 2001, 2002, 2003, 2004, 2009, 2015, 2016, 2021, 2025 |
| Iowa           | 3              | 2022, 2023, 2024                                           |
| Oregon         | 3              | 2018, 2019, 2020                                           |
| Notre Dame     | 2              | 2012, 2013                                                 |
| Baylor         | 1              | 2014                                                       |
| Duke           | 1              | 2007                                                       |
| Gonzaga        | 1              | 2011                                                       |
| LSU            | 1              | 2005                                                       |
| Maryland       | 1              | 2008                                                       |
| North Carolina | 1              | 2006                                                       |
| Oklahoma State | 1              | 2010                                                       |
| Washington     | 1              | 2017                                                       |